# Arhodeoporus robustus
Arhodeoporus robustus is een mijtensoort uit de familie van de Halacaridae. De wetenschappelijke naam van de soort is voor het eerst geldig gepubliceerd in 2007 door Bartsch.